# Mo Mowlam
Marjorie (Mo) Mowlam (Watford, 18 september 1949 – Canterbury, 19 augustus 2005) was een Brits politica van de Labour-partij.
Mowlan werd geboren als dochter van twee ambtenaren bij de posterijen. Mowlam studeerde sociale antropologie en gaf les aan universiteiten in de Verenigde Staten en Groot-Brittannië. In 1987 werd ze lid van het Lagerhuis. In 1997 werd ze minister van Noord-Ierland. Ze had in die functie een grote rol bij het tot stand komen van het Goede Vrijdag-akkoord. Zij kreeg echter veel kritiek toen de IRA zijn toezeggingen tot ontwapening niet nakwam. Toen ze de IRA in een toespraak verdedigde, werd om haar aftreden gevraagd. Daarop besloot Blair haar in 1999 te vervangen door Peter Mandelson. In plaats daarvan werd zij Kanselier van het Hertogdom Lancaster.
In 1997 werd bij haar een hersentumor geconstateerd. Door de chemotherapie werd ze kaal, waarna ze een pruik ging dragen die ze op sommige bijeenkomsten afdeed om het ijs te breken. Als gevolg van haar radiotherapie kreeg ze evenwichtsstoornissen. In juli 2005 viel Mowlam op haar hoofd en raakte ze bewusteloos. Op 16 augustus werd de kunstmatige beademing uitgeschakeld, omdat ze had aangegeven niet gedurende lange tijd kunstmatig in leven te willen worden gehouden. In de ochtend van 19 augustus overleed Mo Mowlam op 55-jarige leeftijd in een verpleegtehuis.

## Trivia
Mowlam stond bekend om haar onorthodoxe uitspraken. Zo gaf ze gewoon toe dat ze vroeger marihuana had geblowd en adviseerde ze naar verluidt dominee Ian Paisley "to fuck off".
- Gemeinsame Normdatei: 123314267
- International Standard Name Identifier: 0000 0001 1455 1709
- Library of Congress Control Number: n82049255
- MusicBrainz: 83e6e089-cb84-43c3-b15d-1b2bde05c05e
- Nationale Bibliotheek van Tsjechië: xx0020468
- Nederlandse Thesaurus van Auteursnamen: 069044945
- Système universitaire de documentation: 193255987
- Trove: 1283084
- Virtual International Authority File: 111212182
- WorldCat: E39PBJkdp9TYYYrDRdmBBQW4bd